# Formica nigra
Formica nigra é uma espécie de formiga do gênero Formica, pertencente à subfamília Formicinae.